# Parocneria nigriplagiata
Parocneria nigriplagiata är en fjärilsart som beskrevs av M.Gaede 1932. Parocneria nigriplagiata ingår i släktet Parocneria och familjen tofsspinnare. Inga underarter finns listade i Catalogue of Life.